# Windward Point
Der Windward Point (englisch für Luvspitze) ist eine felsige, erodierte und windexponierte Landspitze an der Westküste von McDonald Island im südlichen Indischen Ozean. Sie liegt zwischen The Needles und der Cauldron Bay.
Wissenschaftler der Australian National Antarctic Research Expeditions errichteten hier im März 1980 eine Vermessungsstation und gaben der Landspitze ihren deskriptiven Namen.